# Phrontisterion (Trapezunt)

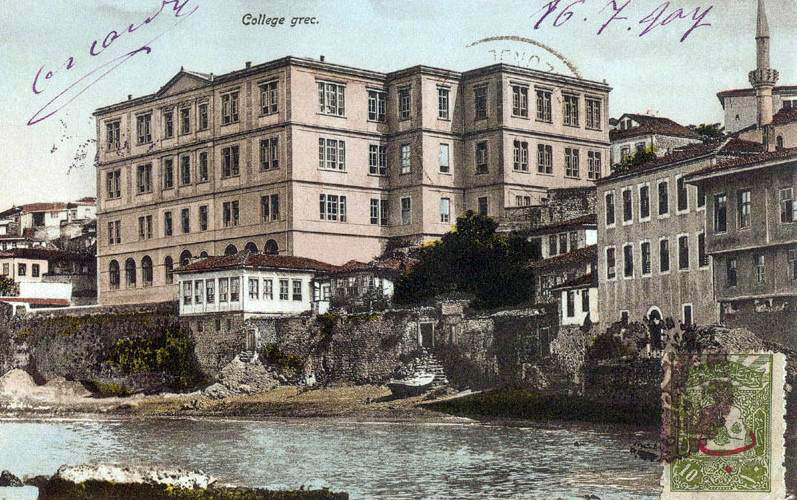
Das Schulgebäude im frühen 20. Jahrhundert

Das Phrontisterion von Trapezunt (griechisch Φροντιστήριο Τραπεζούντος bzw. Φροντιστήριο Τραπεζούντας, englisch Trapezous College) war eine pontosgriechische Bildungseinrichtung im Osmanischen Reich, die von 1682/3 bis 1921 in Trabzon bestand.

## Hintergrund
Im Mittelalter war Trapezunt die Hauptstadt des Kaiserreiches Trapezunt, eines der Nachfolgestaaten des Byzantinischen Reiches und des letzten griechischen Staates, der 1461 von den Osmanen erobert wurde. Während der folgenden Jahrhunderte lebte eine starke griechische Gemeinde in der Stadt und der Region.

## Geschichte
Die Schule wurde in 1682/83 von Sevastos Kyminitis, einem Vorreiter der modernen griechischen Aufklärung, gegründet. Sie wurde zum Zentrum griechischsprachiger Bildung in der Pontosregion. Ursprünglich war sie im Sümela-Kloster untergebracht. Das Hauptziel war die Pflege der nationalen und religiösen Identität der örtlichen griechischen Gemeinschaften. Die Schule wurde durch großzügige Spenden unterstützt, die von wohlhabenden griechischen Familien bereitgestellt wurden, darunter den Familien Velissarides und Kallivazis, deren Familienmitglieder den Handel an den meisten Schwarzmeerhäfen kontrollierten.

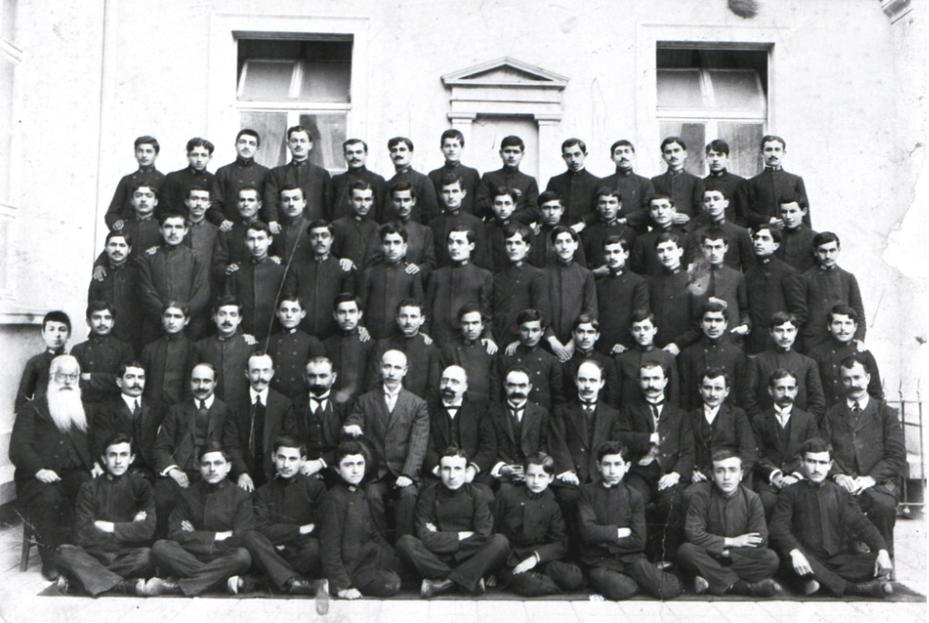
Pontosgriechische Studenten und Lehrer vor dem Phrontasterion von Trapezunt (1911).

1817 wurde Savvas Triantafyllidis Direktor des Phrontisterions. Die Einrichtung gewann als Folge der modernen griechischen Aufklärung ein höheres Niveau in den Bildungsstandards. Nach 1839, vor allem ab 1856, erlaubten die osmanischen Behörden Lehrern, die in Athen im damaligen Königreich Griechenland ausgebildet waren, am Phronstisterion zu lehren. Einer davon, Periklis Triantafyllidis, Sohn von Savvas Triantafyllidis, lehrte klassische Philosophie und zeichnete den örtlichen griechischen Dialekt, das Pontosgriechische, auf.
Im Jahre 1902 wurde das Phrontisterion in einem neuen Gebäude untergebracht, das bis heute als beeindruckendstes pontosgriechisches Gebäude in Trapezunt gilt. Das vierstöckige Gebäude hatte 36 Klassenräume. Es lag in der Nähe der 1930 zerstörten griechisch-orthodoxen Kirche des Gregor von Nyssa sowie der Armenischen Kathedrale. Die Schule musste im November 1921 in Folge der Griechenverfolgungen im Osmanischen Reich 1914–1923 und der Niederlage Griechenlands im Griechisch-Türkischen Krieg schließen. In den folgenden Jahren wurde die örtliche griechische Bevölkerung als Teil des Bevölkerungsaustausches zwischen Griechenland und der Türkei aus der Region vertrieben. Heute beherbergt das Gebäude das türkischsprachige Kanuni Anadolu Lisesi.